# Gymnoscelis acutipennis
Gymnoscelis acutipennis là một loài bướm đêm trong họ Geometridae.